# Chlorochaeta hemictenes
Chlorochaeta hemictenes är en fjärilsart som beskrevs av Louis Beethoven Prout 1917. Chlorochaeta hemictenes ingår i släktet Chlorochaeta och familjen mätare. Inga underarter finns listade i Catalogue of Life.